# Mała planeta

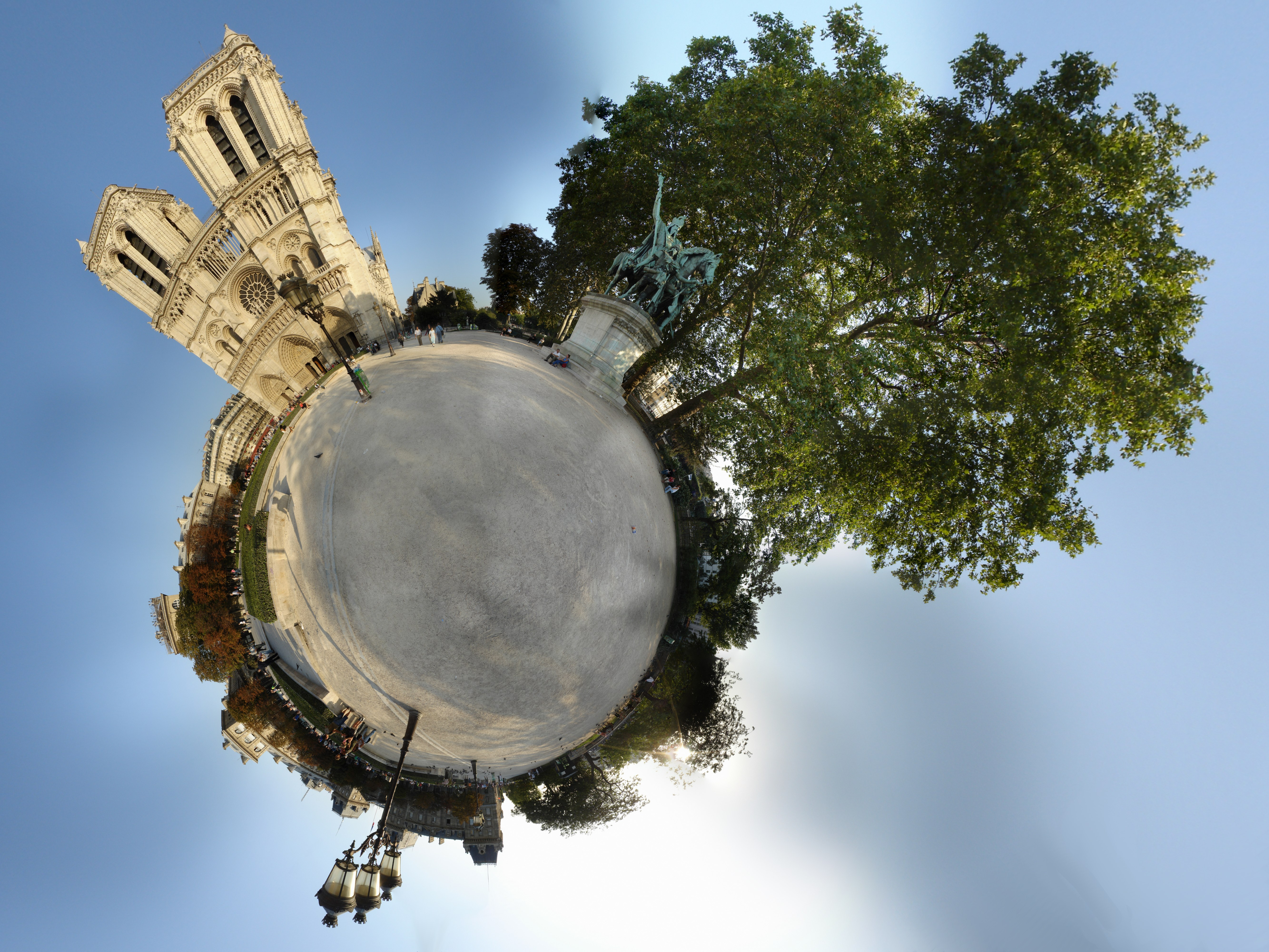
Panorama wykonana z wysokości oczu.

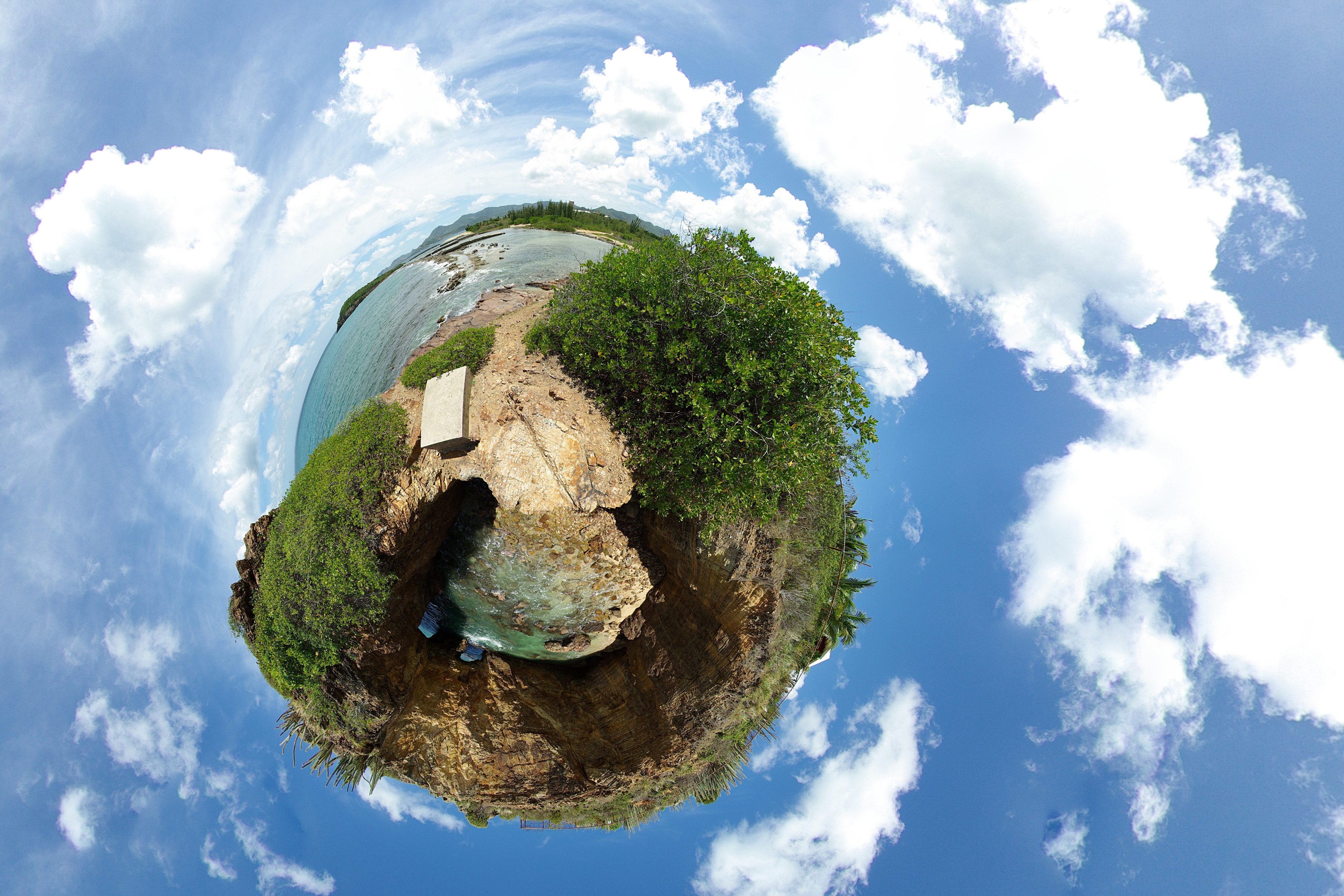
Panorama wykonana z większej wysokości.

Mała planeta (panorama kołowa) - sposób przedstawienia panoramy na płaszczyźnie o charakterystycznych zniekształceniach.
Stosując rzut stereograficzny ze środkiem w zenicie otrzymujemy silnie zniekształcony i rozciągnięty do nieskończoności obraz nieba. Usuwając z kadru nadmiar nieba otrzymamy małą planetę.
Dla uzyskania specjalnych efektów można wybrać inny środek rzutu, lub sposób kadrowania.

## Otrzymywanie[2]
1. Bezpośrednio przez rzutowanie panoramy sferycznej lub jej czaszy.
2. Zwinięcie panoramy dookólnej w pierścień i uzupełnienie środka zdjęciem podłoża.
3. Zwinięcie panoramy częściowej.